# Бокс на літніх Олімпійських іграх 2020 — до 75 кг (жінки)
Змагання з боксу у ваговій категорії до 75 кілограм серед жінок на літніх Олімпійських іграх 2020 пройшли з 25 липня по 8 серпня 2021 року. Участь взяли 16 спортсменок з 16 країн.

## Призери
| Золото            | Срібло        | Бронза                                          |
| Лорен Прайс (GBR) | Лі Цянь (CHN) | Нушка Фонтейн (NED) Земфіра Магомедалієва (ROC) |

## Кваліфікація
Національний олімпійський комітет (НОК) кожної країни може бути представлений лише 1 спортсменкою у кожній ваговій категорії. Для боксерок середньої вагової категорії розраховано 17 квот, які розділили так::
- 2 квоти розіграно на Африканському кваліфікаційному турнірі.
- 4 квоти розіграно на Азійському і океанському кваліфікаційному турнірі.
- 4 квот розіграно на Європейському кваліфікаційному турнірі.
- 3 квоти мали бути розіграні на Американському кваліфікаційному турнірі, який був скасований. Ці квоти були розподілені між спортсменками з найвищим рейтингом, які мали брати участь у цих змаганнях.
- 4 квоти мали бути розіграні на Світовому кваліфікаційному турнірі, який був скасований. Ці квоти були розподілені між спортсменками з найвищим рейтингом, по одній квоті на континент (Африка, Азія і Океанія, Європа, Америка).

## Розклад
| Дата                    | Час (UTC−3)             | Раунд        |
| ----------------------- | ----------------------- | ------------ |
| Неділя, 25 липня 2021   | 11:00—14:00 17:00—20:00 | Перший раунд |
| Середа, 28 липня 2021   | 11:00—14:00 17:00—20:00 | Другий раунд |
| Субота, 31 липня 2021   | 11:00—14:00 17:00—20:00 | Чвертьфінали |
| П'ятниця, 6 серпня 2021 | 11:00—14:00             | Півфінали    |
| Неділя, 8 серпня 2021   | 11:00—14:00             | Фінал        |

## Змагання
|  | Перший раунд                   | Перший раунд                   | Перший раунд |  |  | Чвертьфінали                | Чвертьфінали                | Чвертьфінали        |   |                             | Півфінали                   | Півфінали         | Півфінали |  |  | Фінал | Фінал | Фінал |
|  |                                |                                |              |  |  |                             |                             |                     |   |                             |                             |                   |           |  |  |       |       |       |
|  | Лорен Прайс (GBR)              | Лорен Прайс (GBR)              | 5            |  |  |                             |                             |                     |   |                             |                             |                   |           |  |  |       |       |       |
|  | Монхбатин Міягмар'яргаль (MGL) | Монхбатин Міягмар'яргаль (MGL) | 0            |  |  | Лорен Прайс (GBR)           | Лорен Прайс (GBR)           | 5                   |   |                             |                             |                   |           |  |  |       |       |       |
|  | Кейтлін Паркер (AUS)           | Кейтлін Паркер (AUS)           | 0            |  |  | Атейна Байлон (PAN)         | Атейна Байлон (PAN)         | 0                   |   |                             |                             |                   |           |  |  |       |       |       |
|  | Атейна Байлон (PAN)            | Атейна Байлон (PAN)            | 5            |  |  |                             |                             |                     |   | Лорен Прайс (GBR)           | Лорен Прайс (GBR)           | 3                 |           |  |  |       |       |       |
|  | Таммара Тіболт (CAN)           | Таммара Тіболт (CAN)           | 4            |  |  |                             | Нушка Фонтейн (NED)         | Нушка Фонтейн (NED) | 2 |                             |                             |                   |           |  |  |       |       |       |
|  | Надія Рябець (KAZ)             | Надія Рябець (KAZ)             | 1            |  |  | Таммара Тіболт (CAN)        | Таммара Тіболт (CAN)        | 0                   |   |                             |                             |                   |           |  |  |       |       |       |
|  | Ельжбета Вуйцік (POL)          | Ельжбета Вуйцік (POL)          | 1            |  |  | Нушка Фонтейн (NED)         | Нушка Фонтейн (NED)         | 5                   |   |                             |                             |                   |           |  |  |       |       |       |
|  | Нушка Фонтейн (NED)            | Нушка Фонтейн (NED)            | 4            |  |  |                             |                             |                     |   |                             | Лорен Прайс (GBR)           | Лорен Прайс (GBR) | 5         |  |  |       |       |       |
|  | Наомі Грем (USA)               | Наомі Грем (USA)               | 1            |  |  |                             | Лі Цянь (CHN)               | Лі Цянь (CHN)       | 0 |                             |                             |                   |           |  |  |       |       |       |
|  | Земфіра Магомедалієва (ROC)    | Земфіра Магомедалієва (ROC)    | 4            |  |  | Земфіра Магомедалієва (ROC) | Земфіра Магомедалієва (ROC) | 4                   |   |                             |                             |                   |           |  |  |       |       |       |
|  | Реді Грамане (MOZ)             | Реді Грамане (MOZ)             | 4            |  |  | Реді Грамане (MOZ)          | Реді Грамане (MOZ)          | 1                   |   |                             |                             |                   |           |  |  |       |       |       |
|  | Еріка Пахіто (ECU)             | Еріка Пахіто (ECU)             | 1            |  |  |                             |                             |                     |   | Земфіра Магомедалієва (ROC) | Земфіра Магомедалієва (ROC) | 0                 |           |  |  |       |       |       |
|  | Пуя Рані (IND)                 | Пуя Рані (IND)                 | 5            |  |  |                             | Лі Цянь (CHN)               | Лі Цянь (CHN)       | 5 |                             |                             |                   |           |  |  |       |       |       |
|  | Ічрак Хаїб (ALG)               | Ічрак Хаїб (ALG)               | 0            |  |  | Пуя Рані (IND)              | Пуя Рані (IND)              | 0                   |   |                             |                             |                   |           |  |  |       |       |       |
|  | Аойф О'Рурк (IRL)              | Аойф О'Рурк (IRL)              | 0            |  |  | Лі Цянь (CHN)               | Лі Цянь (CHN)               | 5                   |   |                             |                             |                   |           |  |  |       |       |       |
|  | Лі Цянь (CHN)                  | Лі Цянь (CHN)                  | 5            |  |  |                             |                             |                     |   |                             |                             |                   |           |  |  |       |       |       |